# Paris nionde arrondissement
Paris nionde arrondissement är ett av Paris 20 arrondissement. Arrondissementet har namnet Opéra och är uppkallat efter Parisoperan.
Arrondissementet inbegriper L'Opéra Garnier, Hôtel Drouot, Musée de la Vie romantique och Musée Gustave-Moreau.  
I nionde arrondissementet finns kyrkorna Notre-Dame-de-Lorette, Saint-Eugène-Sainte-Cécile, Saint-Louis-d'Antin och Sainte-Trinité.

## Bilder
| - Notre-Dame-de-Lorette. - Saint-Eugène-Sainte-Cécile. - Saint-Louis-d'Antin. - Sainte-Trinité. |